# Hà Lan (vùng)
Holland
| Area                     | 5.488 kilômét vuông (2.119 dặm vuông Anh)                                                      |
| Dân số                   | 6,065,459 (ước tính, 2006)                                                                     |
| Mật độ                   | 1105.22/km² (3032.72/sq mi)                                                                    |
| Các vùng                 | Bắc Holland Nam Holland (2)                                                                    |
| Demonym                  | Hollander                                                                                      |
| Ngôn ngữ                 | Hà Lan (chủ yếu là các phương ngữ Hollandic)                                                   |
| Các thành phố lớn (2010) | Amsterdam (739,290) Rotterdam (607,460) The Hague (473,940) Haarlem (151,853) Leiden (118,714) |

Quốc huy của Công quốc Hà Lan xưa

Hà Lan (tiếng Anh: Holland) là một vùng nằm ở phía tây của nước Hà Lan (tiếng Anh: Netherlands). Khái niệm Holland thường được dùng để chỉ toàn bộ đất nước Hà Lan, nhưng một phần người dân Hà Lan, đặc biệt là tại các vùng khác (ngoài vùng Holland) không thích cách dùng này.